# Diriamba
Diriamba ist ein Municipio im Departamento Carazo im Westen des mittelamerikanischen Staates Nicaragua, zwischen Pazifik und Nicaraguasee.
Es liegt in der Meseta de Los Pueblos.

## Geschichte
Diri bedeutet in der Sprache der Chorotega „Hügel“ und Mba „groß“. In Legenden wird von Kaziken – Teytes genannt – berichtet, welche über das Land verfügten, sowie über Fehden, bewaffnete Kämpfe, Frauenraub und Geiselnahme.

### Diriangén
Diriangén (* 1502 in Diriamba; † 25. Dezember 1527 in Teyte Tenderí, heute Nindirí, Masaya) wurde im Valle de Apompuá als Sohn von Azcaxochil geboren. Er wurde ein Fürst der Chorotega, welcher sich der Konquista widersetzte. Diriangén wurde von den Spaniern als starker, stämmiger Indigena mit schönem Gesicht und beachtlicher Willenskraft beschrieben, dessen schwarze Augen „im Kampf blitzten“.
Diriangén konnte mit seiner Armee das Vordringen der spanischen Eroberer unter Gil González Dávila sechs Jahre aufhalten.
Er stimmte einer Taufe zu und legte am 17. April 1522 mit etwa 4.000 bewaffneten Indigenas einen Hinterhalt. In der Folge beschränkten sich die Konquistadoren zeitweilig auf die Ufer des Lago Cocibolca, da die Llanos de Nandaime eine sicherere Überquerung des Isthmus bot.
Eine Legende beschreibt einen Kampf von Teyte Diriangén am Boato Hastado, welcher als Quebrada del Perro gedeutet wird.
Die zweite Expedition unter Francisco Hernández de Córdoba, dem Konquistador des Gebiets auf dem heute Nicaragua liegt, folgte einer Route entlang der Sierras de Managua, auf welcher von keiner Berührung mit Truppen von Diriangén berichtet wurde.
Eine Legende beschreibt den Tod von Diriangén auf dem Volcán Casitas, in der Cordillera de los Maribios.
Es folgte die spanische koloniale Ausbeutung der Indigenas; sie wurden in den Minen von Las Segovias (der wilde nicaraguanische Norden, heute noch in der Bezeichnung Nueva Segovia), den Antillen oder El Perú zur Zwangsarbeit missbraucht.

### Weitere Fakten
Der Grundstein für die Basílica de San Sebastián wurde 1891 gelegt, sie wurde 1931 geweiht.
Rafael Ángel Calderón Fournier, 1990 – 1994 Präsident Costa Ricas, wurde hier geboren.
Das Municipio ist die Heimat des Profifußballvereins Diriangen Soccer Club.

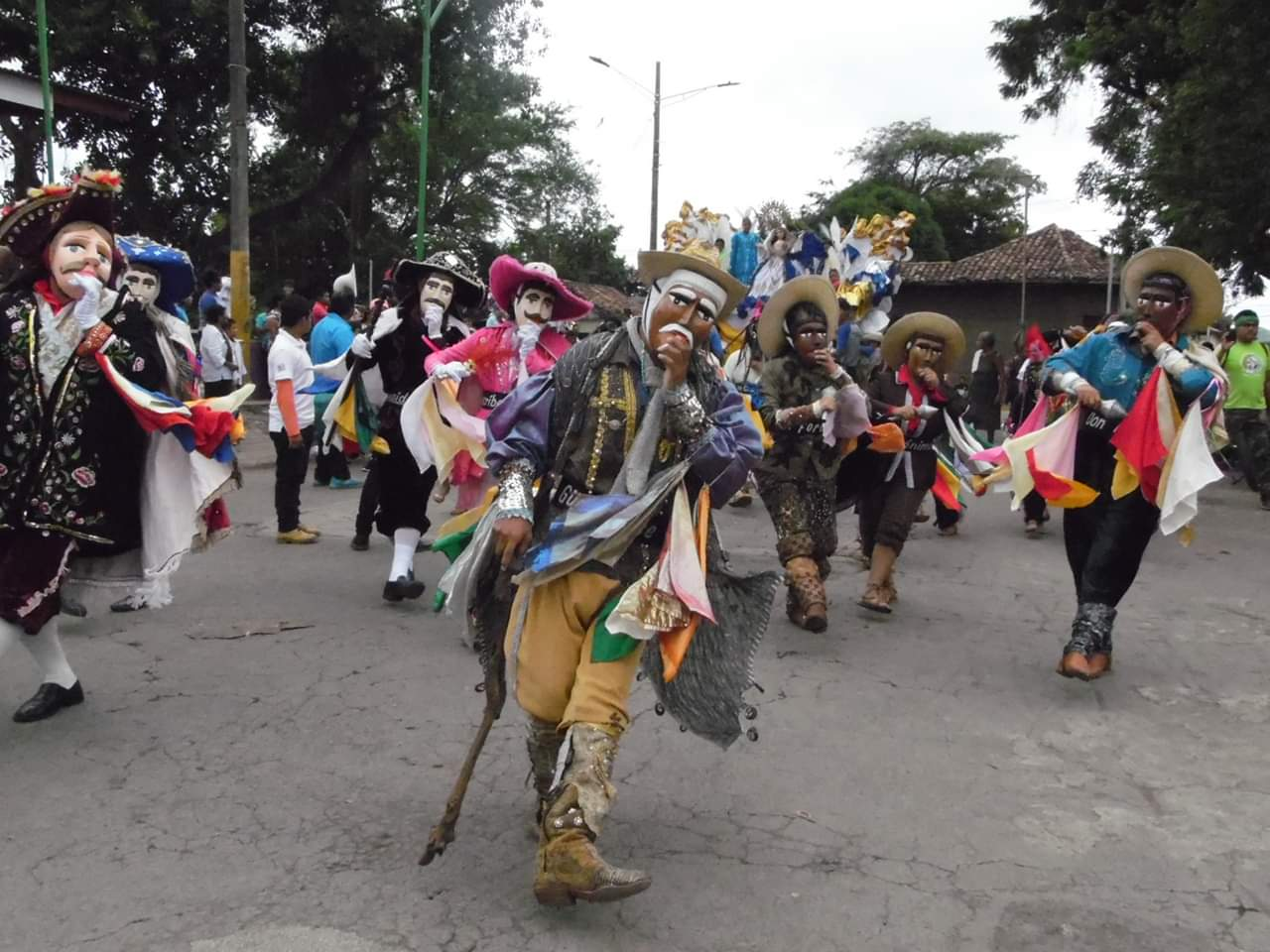
El Güegüence

## Kultur
El Güegüence, („der Rattenmann“) ist ein satirisches Schauspiel mit Tanz aus dem 18. Jahrhundert, aus der Kultur des Nahuatl. Der Titelheld agiert gegen die Spanier und untergräbt er immer wieder deren Autorität. Vordergründig kooperativ und direkte Konfrontation vermeidend, entgeht er der Verfolgung mehrfach mit geschickter Argumentation. Das Schauspiel hat acht wesentliche Rollen und wird oft, begleitet von Musikern und Tänzern, auf der Straße aufgeführt, unterbrochen von prozessionsartigen Ortswechseln. 2006 wurde dieses aus mündlicher Überlieferung stammende Kulturgut in die UNESCO-Liste des immateriellen Kulturerbes der Menschheit aufgenommen.
Auf Volksfesten wird die Tradition des Danza del Toro Huaco, welche die Ideenwelt des Quetzalcoatl aufgreift, variiert.
Es gibt die Figur des El Gigante, welche einen baskischen Ursprung im Gigante y Cabezón hat.
Weitere traditionelle Tänze sind der morbid sprizige El baile del viejo y la vieja und die Bailes de las Inditas.
Außerdem befindet sich das Museo Ecologico Tropico Seco in Diriamba, welches sich mit der Flora und Fauna, der Geographie, sowie den ökologischen Problematiken wie Umweltverschmutzung in Nicaragua beschäftigt.

## San Sebastian
Der Santiago-Legende nach gab das Bildnis des San Sebastian beim Transport durch Diriamba seinen Willen, dort zu verbleiben, kund, indem es sich leicht vom Karren heben ließ.

## Tourismus
Diriamba verfügt über Kunsthandwerk und über Naturschutzgebiete wie La Maquina mit einem tropischen Wald und einem Wasserfall mit Fauna.

## Sport
In Diriamba ist der Fußball-Erstligist FC Diriangén beheimatet. Seine Heimspielstätte ist das Estadio Cacique Diriangén, in dem auch Spiele der nicaraguanischen Fußballnationalmannschaft stattfinden.

## Städtepartnerschaft Saarbrücken-Diriamba
Der Saarbrücker Diriamba-Verein e. V. wurde 1984 gegründet, damals noch als Verein zur Förderung einer Städtepartnerschaft Saarbrücken-Diriamba. Nach den ersten demokratischen Wahlen in Nicaragua gründete sich 1990 in Diriamba ADECA, die Partnerorganisation des Diriamba-Verein e. V. Seitdem übermittelt ADECA dem Verein Projektideen für die finanzielle Unterstützung; Vereinsmitglieder arbeiten auch aktiv bei diesen Projekten in Driamba mit. Der Verein will den Menschen in Diriamba und Umgebung helfen, einen selbstbestimmten Weg aus Ungerechtigkeit, Armut und Abhängigkeit zu finden. Nachdem der Verein in den ersten Jahren eher kleinere Projekte realisierte, unterstützt er seit dem Jahr 2000 auch große Projekte.

## Corredor Biologico Diriangén
Jüngeren Datums ist die Vorstellung, einen Corredor Biologico Diriangén zu schützen. Damit sollen etwa 85.000 tropische Bäume vor der Zerstörung durch die Auslese von teurem Holz geschützt und 122 km² aufgeforstet werden.